# 武裝鍊金
《武裝鍊金》是和月伸宏的日本漫畫作品，劇情協力為黑崎薫。於《週刊少年Jump》從2003年連載到2005年被腰斬結束。之後，在《赤丸Jump》上交代最後的結局。單行本全10卷。
2006年改編為電視動畫，於東京電視台播放。隨後進行周邊商品銷集，公仔、廣播劇CD、電玩等。

## 劇情簡介
高中生武藤和樹晚上回宿舍時經過廢棄工廠，看到有怪物要襲擊女主角斗貴子。但他不知道斗貴子在誘敵，便胡亂地撲了過去，而且更被人造生命體殺死了，之後斗貴子為報答救命之恩，便使用「核鐵」讓和樹重生。從此，和樹便進入這個鍊金術的世界.....

## 登場人物

### 主要人物
武藤和樹
聲：福山潤；台：何志威（Animax版與DVD版共通）
本作男主角，一名熱血的高中二年級生，多方面的高手（催眠、掃瞄，還有很多……），因為救斗貴子被人造生命體殺死，斗貴子將核鐵放入其心臟，使和樹復活後由好精彩隊長（BRAVO隊長）推薦加入鍊金戰團。之後因體內黑核鐵覺醒，被戰團追殺。之後對斗貴子好感且有接吻的橋段。
武器：突擊槍·日光之心（SUN LIGHT HEART）─核鐵：偽70號（LXX）
特性為握持的末端有一塊裝飾布，可以拿來增強威力或製造強光。
武器：突擊槍·日光之心+（SUN LIGHT HEART PLUS）－核鐵：黑色核鐵3號
相較於前任突擊槍小了很多，單手就能靈活操控。特性為能源內藏型。
津村斗貴子
聲：柚木涼香；台：錢欣郁（Animax版）／雷碧文（DVD版）
本作女主角，外型是制服美少女的鍊金戰士，鼻梁上有一道傷疤（人造生命體弄傷的），年紀較和樹為年長，7年前人造生命體屠殺中唯一倖存者，之後被照星部隊救起，由戰團收養，是她给了和樹第二次生命，也是她從牛頓蘋果女學院偷出了偽70號（黑核鐵三號）。為了防止和樹被「再殺」並幫助和樹抵達牛頓蘋果女學院，與和樹一起逃亡。之後故事對和樹有好感，成為和樹的女朋友。
從不穿銀成學園的女生制服，認為太花俏。
武器：戰女神之裙（VALKYRIE SKIRT）－核鐵44號（XLIV）
蝶野攻爵（蝴蝶假面男）
聲：真殿光昭；台：李景唐（Animax版）／于正昌（DVD版）
本作的第一配角，雖然外型和作為相當奇異，但那獨特的人生觀使得他有不少的支持讀者。以前是同校高中三年级，身体很差（要吃的藥有十多種）但卻是個百年難得一見的天才。雖然是人造生命體，但是與主角有著亦敵亦友的微妙關係，只承認和樹一人可以叫他人類時名字，非常看重和樹，甚至在心中沒有任何人可取代和樹的地位，最後還為和樹製造第二顆可以抵消黑核鐵能量的白核鐵，幫助他恢復人類狀態。在與和樹的決鬥過後，以「蝴蝶面具」的身分重新展開自己的生活，並且在新聞上成為都會傳說。在動畫版的造型變化，最後將桃紅色換成橙色。
武器：黑色火藥：垂死快樂（NEAR DEATH HAPPINESS）－核鐵61號
武藤真尋
聲：平野綾；台：傅其慧（Animax版）／林美秀（DVD版）
和樹的妹妹，一個令斗貴子煩惱的少女，就讀同校高中一年级。

### 鍊金戰團
好精彩隊長（BRAVO隊長） / 防人衛
聲：江原正士；台：梁興昌（Animax版）／黃天佑（DVD版）
鍊金戰團的戰士長，和樹和斗貴子的上級，口頭禪是：Bravo（棒極了），7年前行動的參與者，大戰士長坂口照星部隊的成員。為了阻止和樹的維克多化影響，而接受戰團的指示前去殺了和樹。事後與和樹的第二戰中敗給了和樹，也因此使火渡要親自解決和樹，在最後使用了自身的防護能力，保護了和樹等人免於火渡的攻擊，但也受了重傷，所幸被大戰士長照星解救，而免於死亡。
武器：防護服：銀質皮膚（SILVER SKIN）－核鐵100號
效果是阻擋一切傷害、且能反轉至對方身上，將其攻擊能力封鎖。
動畫第16集武藤和樹因此被打倒。
早坂櫻花
聲：生天目仁美；台：傅其慧（Animax版）／林美秀（DVD版）
同校高中三年级，學生會會長，成績優秀。原本和弟弟一起是人造生命體的信徒，後來加入鍊金戰團。看到和樹想要阻止斗貴子殺死她和她弟弟，而在和樹受致命傷時捨身相救。加入鍊金戰團後，為了幫助被再殺部隊追殺的和樹，私下與蝶野攻爵合作。在鍊金戰團停止運作以後，通過上大學的推薦。
武器：自律行動弓箭人偶：天使御前（ANGEL GOZEN）－核鐵22、偽70號
天使御前
聲：水田山葵；台：李景唐（Animax版）／雷碧文（DVD版）
樱花的武裝鍊金特性之一，性格有些戲謔，可以代替櫻花傳達訊息。如果櫻花使用的核鐵不同，外型也會有差異。
早坂秋水
聲：谷山纪章；台：梁興昌（Animax版）／于正昌（DVD版）
樱花的弟弟，對姐姐愛護有加，同校高中三年级，劍道部主將。與和樹戰鬥過後，獨自一人去修行，後來受到鍊金戰團邀請，一同前去對付維克多。
武器：武士刀：武士刀X（SWORD SAMURAI X）－核鐵23號
中村剛太
聲：川田紳司；台：鈕凱暘（Animax版）／于正昌（DVD版）
戰團成員，暗戀前輩斗貴子（而且還是純情派……），和樹的情敵，因為斗貴子的關係，而幫助和樹逃走。一直到最後才跟和樹握手，最後入讀學院高中二年級。
武器：機動齒輪（MOTOR GEAR）－核鐵55號
其構想來自於印度的戰輪投擲武器。
火渡赤馬
聲：關智一；台：李景唐（Animax版）／何志威（DVD版）
戰團戰士長，戰團再殺部隊隊長，其武裝鍊金擁有高強的攻擊力，同樣是7年前行動的參與者以及照星部隊的成員。
武器：汽油彈：榮耀烈焰（BLAZE OF GLORY）－核鐵20號
楯山千歲
聲：小林優；台：傅其慧（Animax版）／林美秀（DVD版）
戰團再殺部隊成員，同樣是7年前行動的参與者以及照星部隊的成員，BRAVO的戀人。
武器：雷達裝置－漢禰士驅動裝置 核鐵95號
毒島華花
聲：矢作紗友里
戰團再殺部隊成員，其實是女性。後來鍊金戰團停止對和樹再殺，和樹、斗貴子、剛太返回牛頓蘋果女學院取白色核鐵的時候，她也在場。最後入讀學院高中一年級。心中隱藏著對火渡的好感，不過火渡似乎完全沒有察覺到的樣子。動畫結局畫面在快餐店有取下面具，被人看到後相當害羞並用面具遮住大半臉部。在漫畫中的快餐店提到自己會害羞不敢拿下面具，直到介紹轉學生的時候出現原本的面目。
武器：氧氣面具：空氣操控者（AIR CONTROLER）－核鐵39號
坂口照星
聲：速水獎；台：梁興昌（Animax版）／于正昌（DVD版）
戰團亞洲方面大戰士長，可以一邊揍人一邊豪邁大笑。
武器：全身盔甲：破壞男爵（MASTER BARON）－核鐵17號
戰部嚴至
聲：小山剛志；台：梁興昌（Animax版）／黃天佑（DVD版）
戰團再殺部隊成員，全戰士中最高擊破數成員，也因為武裝鍊金的特性比怪物更像怪物。追蹤和樹的路上遇到蝶野攻爵攔截而留下對戰，一開始讓蝶野攻爵陷入苦戰，最後被看破武裝鍊金的弱點而戰敗。
武器：十文字槍：激戰（GEKISEN）－核鐵12號
圓山圓
聲：皆川純子；台：錢欣郁（Animax版）／雷碧文（DVD版）
戰團再殺部隊成員登場十分中性的樣子。曾經對秋水飛吻。
武器：氣球炸彈：泡泡籠（BUBBLE CAGE）－核鐵32號
根來忍
聲：濱田賢二；台：何志威（Animax版）／于正昌（DVD版）
戰團再殺部隊成員，任務以取勝為優先，卑劣手段的性格。與剛太交手.一度取得上風.後來被看出弱點而敗北。
武器：忍者刀：秘密通道（SECRET TUNNEL）－核鐵14號
犬飼倫太郎
聲：保村真；台：鈕凱暘（Animax版）黃天佑（DVD版）
戰團再殺部隊成員，卑劣感強自尊心高強的性格。
武器：軍用犬：殺人狂犬病－核鐵92號
維克多
聲：小山力也；台：李景唐（Animax版）／黃天佑（DVD版）
黑色核鐵的被實驗者。原為鍊金戰團中最優秀的戰士，但在一次討伐戰役中身受重傷，被送回總部後為了挽救其生命而進行黑核鐵的試驗移植，結果產生被稱之為「維克多化」的變異後逃離總部，並被鍊金戰團列為頭號目標。
武器：大戰斧：致命引力（FATAL ATTRACTION）－黑色核鐵1號
維多莉雅
聲：釘宮理惠；台：傅其慧（Animax版）／雷碧文（DVD版）
維克多的女兒。在父親因黑核鐵異變後被改造為人造生命體並送上戰場與父親對敵，後來一直守護著母親，直至母親死去後才將遺言帶給父親並且不再分離。
武器：避難壕：地底探照燈（UNDERGROUND SEARCH LIGHT）－核鐵51號
阿蕾琪桑多莉亞
聲：勝生真沙子；台：傅其慧（Animax版）／林美秀（DVD版）
維克多的的妻子。為了治療丈夫的傷勢而進行黑色核鐵的移植手術，但在後來發生意外，只得以保留腦部的方式一直活著並研究出中和黑核鐵的白核鐵和抑制黑核鐵特性的偽裝外殼，最後因生命力耗盡而死去。
武器：精神控制頭盔：RURIO HEAD－核鐵50號

### 其他人物
蝶野爆爵
聲：長克巳；台：梁興昌（Animax版）／何志威（DVD版）
人造生命體同盟的負責人，日本最早的鍊金術研究者，蝶野家族的祖先，但是卻被蝶野攻爵殺死。
武器：腦電波擾鍊微塵：愛麗絲夢游仙境－核鐵（真正的70號）
月亮臉
聲：關智一；台：鈕凱暘（Animax版）／黃天佑（DVD版）
英文是"Moon Face"，只出現於日文配音。
平時臉為新月，有很多不同的分身。
武器：月牙形武裝鍊金：衛星30（SETTALITE 30）－核鐵30號
和樹兄妹在學校的同學和好友：
岡倉英之 聲優：風間勇刀；台：梁興昌（Animax版）／黃天佑（DVD版）
六舛孝二 聲優：近藤孝行；台：鈕凱暘（Animax版）／何志威（DVD版）
大濱真史 聲優：園部好德；台：李景唐（Animax版）／于正昌（DVD版）
若宮千里 聲優：猪口有佳；台：錢欣郁（Animax版）／林美秀（DVD版）
河井沙織 聲優：下屋則子；台：傅其慧（Animax版）／雷碧文（DVD版）
蝶野攻爵的人造生命体属下：
巳田 聲優：置鮎龍太郎；台：梁興昌（Animax版）
猿渡 聲優：稻田徹；台：李景唐（Animax版）
鷲尾 聲優：伊藤健太郎；台：梁興昌（Animax版）
蛙井 聲優：結城比呂；台：鈕凱暘（Animax版）
花房 聲優：加藤優子；台：傅其慧（Animax版）
PS2遊戲「武裝鍊金·歡迎光臨蝴蝶公園」角色
索亞
聲：三浦祥朗
和樹和斗貴子的小孩。
武器：藍色突擊槍－核鐵74號

## 設定及用語
- 鍊金術

中古世紀時流行的學術，主要目的是希望從其它礦物之中提煉出黃金，之後則發展出研究長生不死、復活等課題。是近代西方醫學、化學……等科學的發源。傳說中，鍊金術的最高境界就是提煉出沒有屬性的賢者之石。
本作品中設定鍊金術的最終成就是製造出「核鐵」與「人工生命體」。
- 核鐵

由賢者之石所精鍊出來的特殊武器，可代替心臟功能，能依照每個人的想法與能力而做出對應的變化，並且在使用者變強之後升級。按照編號應該有100個核鐵流傳於世界各地。
- 人工生命體

研究不老不死的成果，將人類轉變為類人生物，進而達到長生不老的境界。副作用是除了外型會接近妖怪之外，也會想要吸收同類的能量、也就是吃人。
- 黑核鐵

由維克托妻子與戰團人士以受重傷的維克托為實驗體研發出來。是由I至III號等三顆核鐵為基礎做出三顆黑核鐵，其威力比核鐵強得多，黑核鐵之醒覺者，頭髮變成螢光，身體轉為古銅色，而且更能夠吸收生命能量，有高強復原力。鍊金戰團稱此變化為「維克多化」。
- 白核鐵

以黑核鐵II為基礎，由維克托之妻發明，主要用途在於抵銷黑核鐵的力量。

## 出版書籍
| 卷數 | 標題                       | 集英社        | 集英社             | 東立出版社     | 東立出版社         | 收錄內容                                                                                      |
| 卷數 | 標題                       | 發售日期      | ISBN               | 發售日期       | ISBN               | 收錄內容                                                                                      |
| ---- | -------------------------- | ------------- | ------------------ | -------------- | ------------------ | --------------------------------------------------------------------------------------------- |
| 1    | 新生命                     | 2004年1月5日  | ISBN 4-08-873557-9 | 2004年6月24日  | ISBN 986-11-4874-4 | 第1－7話                                                                                      |
| 2    | FADE TO BLACK              | 2004年4月2日  | ISBN 4-08-873587-0 | 2004年7月3日   | ISBN 986-11-4875-2 | 第8－17話                                                                                     |
| 3    | 如果你懷疑自己偽善的話     | 2004年7月2日  | ISBN 4-08-873630-3 | 2004年8月21日  | ISBN 986-11-5195-8 | 第18－26話                                                                                    |
| 4    | CARNIVAL [祭典]            | 2004年9月3日  | ISBN 4-08-873651-6 | 2004年12月9日  | ISBN 986-11-5557-0 | 第27－36話                                                                                    |
| 5    | a friend of everybody      | 2004年11月4日 | ISBN 4-08-873670-2 | 2005年1月4日   | ISBN 986-11-5558-9 | 第37－45話                                                                                    |
| 6    | 新任務                     | 2005年2月4日  | ISBN 4-08-873696-6 | 2005年3月25日  | ISBN 986-11-5879-0 | 第46－54話                                                                                    |
| 7    | 開始逃亡                   | 2005年4月4日  | ISBN 4-08-873780-6 | 2005年6月28日  | ISBN 986-11-6374-3 | 第55－63話                                                                                    |
| 8    | 決心死守重要存在的堅強意志 | 2005年7月4日  | ISBN 4-08-873820-9 | 2005年8月4日   | ISBN 986-11-6375-1 | 第64－73話                                                                                    |
| 9    | BOY MEETS BATTLE GIRL      | 2005年11月4日 | ISBN 4-08-873851-9 | 2005年12月28日 | ISBN 986-11-7270-X | 第74－79話 武裝鍊金FINAL                                                                      |
| 10   | PERIOD                     | 2006年4月4日  | ISBN 4-08-874019-X | 2006年7月27日  | ISBN 986-11-7271-8 | 武裝鍊金PERIOD 特別收錄短篇：再生魔人 -DEAD BODY and BRIDE- 武裝鍊金After（單行本加筆番外篇） |

文庫版
每一卷皆收錄全新加筆番外篇（台灣稱為愛藏版）
| 卷數 | 集英社        | 集英社                 | 東立出版社     | 東立出版社                           |
| 卷數 | 發售日期      | ISBN                   | 發售日期       | ISBN                                 |
| ---- | ------------- | ---------------------- | -------------- | ------------------------------------ |
| 1    | 2017年6月16日 | ISBN 978-4-08-619682-6 | 2024年12月27日 | ISBN 978-626-02-2866-8（首刷附錄版） |
| 2    | 2017年6月16日 | ISBN 978-4-08-619683-3 | 2025年2月13日  | ISBN 978-626-02-2867-5（首刷附錄版） |
| 3    | 2017年7月18日 | ISBN 978-4-08-619684-0 | 2025年3月20日  | ISBN 978-626-02-2868-2（首刷附錄版） |
| 4    | 2017年8月18日 | ISBN 978-4-08-619685-7 | 2025年4月24日  | ISBN 978-626-02-2869-9（首刷附錄版） |
| 5    | 2017年9月15日 | ISBN 978-4-08-619686-4 | 2025年5月16日  | ISBN 978-626-02-2870-5（首刷附錄版） |

### 相關書籍
小說
作者：黑崎 薰／插畫：和月伸宏
| 卷數       | 集英社         | 集英社                 | 東立出版社     | 東立出版社             |
| 卷數       | 發售日期       | ISBN                   | 發售日期       | ISBN                   |
| ---------- | -------------- | ---------------------- | -------------- | ---------------------- |
| 武裝鍊金// | 2006年10月27日 | ISBN 978-4-08-703171-3 | 2008年9月18日  | ISBN 978-986-10-2433-2 |
| 武裝鍊金/Z | 2007年5月26日  | ISBN 978-4-08-703180-5 | 2008年11月20日 | ISBN 978-986-10-2434-9 |

導讀手冊
- 武裝鍊金∞（武装錬金∞）

2007年5月2日發售、ISBN 978-4-08-874194-9

## 電視動畫

### 製作團隊
| 原作                | 和月伸宏                              |
| 企劃                | 鳥嶋和彦・川村明廣 雲出幸治・下地志直 |
| 故事協力            | 黒碕薫                                |
| 系列構成            | 大和屋暁                              |
| 監督                | 加戸誉夫                              |
| 人物設計 總作畫監督 | 高見明男・加藤はつえ                  |
| 武器設計            | 松村拓哉                              |
| 道具設計            | 近岡直                                |
| 美術監督            | 渡辺佳人                              |
| 色彩設定            | 伴夏代                                |
| 攝影監督            | 広瀬勝利                              |
| 編輯                | 坂本久美子                            |
| 音響監督            | 高寺たけし                            |
| 音響制作            | HALF H・P STUDIO                      |
| 音樂                | 田中公平                              |
| 製作人              | 大好誠・中山信宏 池田慎一・米桝博之   |
| 動畫製作            | XEBEC                                 |
| 製作                | 武裝錬金製作委員會                    |

### 主題曲
片頭曲《真赤な誓い》（第2話～第26話）
作詞：福山恭子 、 作曲・編曲：福山芳樹 、 歌：福山芳樹
片尾曲
《ホシアカリ》（第1話～第14話、第26話）
作詞：Manami Watanabe 、 作曲：Yoshiaki Dewa、編曲：Yoshiaki Dewa・Zentaro Watanabe  、 歌：樹海 (樂團)
《愛しき世界》（第15話～第25話）
作詞：加々美亜矢、 作曲・編曲： 澤口和彦 、 歌：加々美亜矢

### 各話列表
| 話數 | 日文標題 | 中文標題                 | 腳本     | 分鏡     | 演出     | 作畫監督                   | 總作畫監督          |
| ---- | -------- | ------------------------ | -------- | -------- | -------- | -------------------------- | ------------------- |
| 1    |          | 新的生命                 | 大和屋暁 | 加戸誉夫 | 長澤剛   | 高見明男                   | -                   |
| 2    |          | 人工生命體的真面目       | 大和屋暁 | 土蛇我現 | 黒田幸生 | 清水泰夫                   | 高見明男            |
| 3    |          | 你有點變強了             | 小出克彦 | 鶴山修   | 安藤健   | 花井宏和                   | 加藤はつえ          |
| 4    |          | 另一個新的生命           | 下山健人 | 上田茂   | 上田茂   | 岡勇一                     | 高見明男            |
| 5    |          | 為了應該守護的人         | 下山健人 | 土蛇我現 | 黒田幸生 | 清水泰夫                   | 高見明男            |
| 6    |          | 黑死蝶                   | 千葉克彦 | 高山功   | 森宮崇佳 | 青井清年 森前和也          | 加藤はつえ 高見明男 |
| 7    |          | 如果你懷疑自己是偽君子   | 大和屋暁 | 鶴山修   | 高山功   | 松村拓哉                   | 高見明男            |
| 8    |          | 學校宿舍的夜晚           | 小出克彦 | 土蛇我現 | 黒田幸生 | 清水泰夫                   | 高見明男            |
| 9    |          | 早坂姐弟                 | 下山健人 | 鶴山修   | 吉田俊司 | 沼田誠也                   | 加藤はつえ 高見明男 |
| 10   |          | 你和我挺合得來的         | 大和屋暁 | 榎本明広 | 榎本明広 | 岡勇一                     | 高見明男            |
| 11   |          | 直到死亡讓兩人分離為止   | 大和屋暁 | 土蛇我現 | 黒田幸生 | 清水泰夫                   | 高見明男            |
| 12   |          | 嘉年華會                 | 大和屋暁 | 長澤剛   | 長澤剛   | 加藤雅之                   | 高見明男            |
| 13   |          | 死之胎動                 | 下山健人 | 高山功   | 吉本毅   | 沼田誠也                   | 高見明男 加藤はつえ |
| 14   |          | 你是誰？                 | 小出克彦 | 友田政晴 | 高山功   | 松村拓哉                   | 高見明男            |
| 15   |          | 中間的存在               | 小出克彦 | 土蛇我現 | 黒田幸生 | 清水泰夫                   | 高見明男            |
| 16   |          | 新的力量                 | 大和屋暁 | 上田茂   | 上田茂   | 岡勇一                     | 高見明男            |
| 17   |          | 天亮之後                 | 千葉克彦 | 鶴山修   | 安藤健   | 花井宏和                   | 高見明男            |
| 18   |          | 逃亡                     | 大和屋暁 | 阿部雅司 | 高橋秀弥 | 近岡直                     | 高見明男            |
| 19   |          | 只要能守護你             | 下山健人 | 土蛇我現 | 黒田幸生 | 清水泰夫                   | 高見明男            |
| 20   |          | 灌注思念與力量           | 小出克彦 | 鶴山修   | 孫承希   | 高見明男                   | -                   |
| 21   |          | 消失在火焰之中           | 千葉克彦 | 長澤剛   | 長澤剛   | 松村拓哉 加藤はつえ        | 高見明男            |
| 22   |          | 做出決斷                 | 大和屋暁 | 高山功   | 黒田幸生 | 清水泰夫                   | 高見明男            |
| 23   |          | 當男孩遇見戰鬥女孩       | 下山健人 | 鶴山修   | 高島大輔 | 清水祐実 谷川政輝 海堂浩幸 | 高見明男            |
| 24   |          | 你死的時候就是我死的時候 | 下山健人 | 土蛇我現 | 黒田幸生 | 清水泰夫                   | 高見明男            |
| 25   |          | 無可取代                 | 大和屋暁 | 加戸誉夫 | 筑紫大介 | 近岡直                     | 高見明男            |
| 26   |          | 休止符                   | 大和屋暁 | 加戸誉夫 | 長澤剛   | 高見明男                   | -                   |

### 播放電視台
| 播放地區       | 播放電視台   | 播放日期                       | 播放時間                | 聯播網         | 備註       |
| 日本國內       | 日本國內     | 日本國內                       | 日本國內                | 日本國內       | 日本國內   |
| -------------- | ------------ | ------------------------------ | ----------------------- | -------------- | ---------- |
| 關東廣域圈     | 東京電視台   | 2006年10月4日 - 2007年3月28日  | 星期三 25:00 - 25:30    | 東京電視台系列 |            |
| 愛知縣         | 愛知電視台   | 2006年10月4日 - 2007年3月28日  | 星期三 25:28 - 25:58    | 東京電視台系列 |            |
| 大阪府         | 大阪電視台   | 2006年10月4日 - 2007年3月28日  | 星期三 25:30 - 26:00    | 東京電視台系列 |            |
| 福岡県         | TVQ九州放送  | 2006年10月8日 - 2007年4月1日   | 星期日 26:45 - 27:15    | 東京電視台系列 |            |
| 北海道         | 北海道電視台 | 2006年10月9日 - 2007年4月2日   | 星期一 25:30 - 26:00    | 東京電視台系列 |            |
| 岡山縣、香川縣 | 瀨戶內電視台 | 2006年10月11日 - 2007年4月4日  | 星期三 25:58 - 26:28    | 東京電視台系列 |            |
| 日本全域       | AT-X         | 2006年12月23日 - 2007年6月16日 | 星期六 10:00 - 10:30    | CS放送         | 有重播     |
| 日本全域       | BS11         | 2009年9月26日 - 2010年3月20日  | 星期六 24:30 - 25:00    | BS放送         | ANIME+頻道 |
| 日本海外       |              |                                |                         |                |            |
| 臺灣           | Animax       | 2011年4月18日 - 5月5日         | 星期一至五 22:00－23:00 | Animax Asia    |            |

### DVD
| 卷數 | 發售日期      | 聲音解說                       | 特典 |
| ---- | ------------- | ------------------------------ | --- |
| 1    | 2007年1月25日 | 第1話（福山潤、柚木涼香）      | 先行預約特典《蝶サイコー!ディスク》（特典影像收錄於DVD中）                                                                                                   |
| 2    | 2007年2月23日 | 第5話（柚木涼香、平野綾）      | 初回特典 DVD-BOX1（和月伸宏特別繪製插圖、收錄DVD1卷到5卷）                                                                                                   |
| 3    | 2007年3月28日 | 第6話（福山潤、真殿光昭）      | |
| 4    | 2007年4月25日 | 第11話（生天目仁美、谷山紀章） | |
| 5    | 2007年5月25日 | 第13話（真殿光昭、平野綾）     | |
| 6    | 2007年6月22日 | 第15話（福山潤、小山力也）     | 初回特典 - 武装錬金廣播劇 導演剪輯版CD - DVD-BOX2（和月伸宏特別繪製插圖、收錄DVD6卷到9卷） - 武装錬金Event參加申請募集券 先行預約特典 - 動畫美術圖非賣品海報 |
| 7    | 2007年7月25日 | 第19話（柚木涼香、川田紳司）   | |
| 8    | 2007年8月24日 | 第22話（福山潤、川田紳司）     | |
| 9    | 2007年9月21日 | 第26話（福山潤、柚木涼香）     | |

## 遊戲
- 武裝鍊金～歡迎光臨蝴蝶公園（武装錬金 ようこそパピヨンパークへ，2007年6月28日，PlayStation 2）

## 外部連結
- 官方網站 （页面存档备份，存于）
- 製作公司官方網站
- 電視台官方網站 （页面存档备份，存于）